# Marcel Lehoux
Pour les articles homonymes, voir Lehoux.

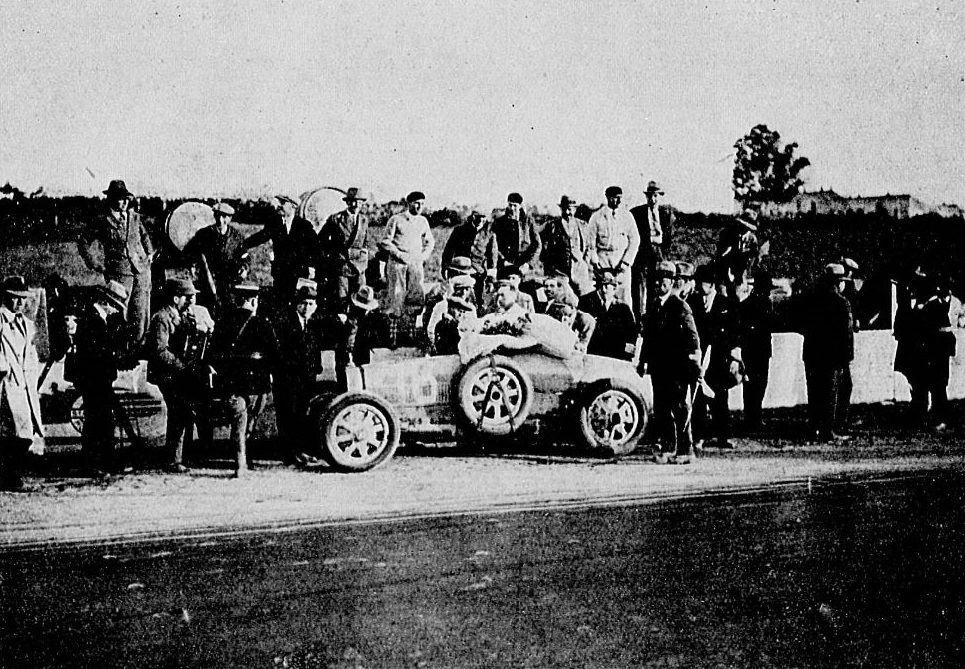
Marcel Lehoux, vainqueur du deuxième Grand Prix de l'Algérie en 1929.

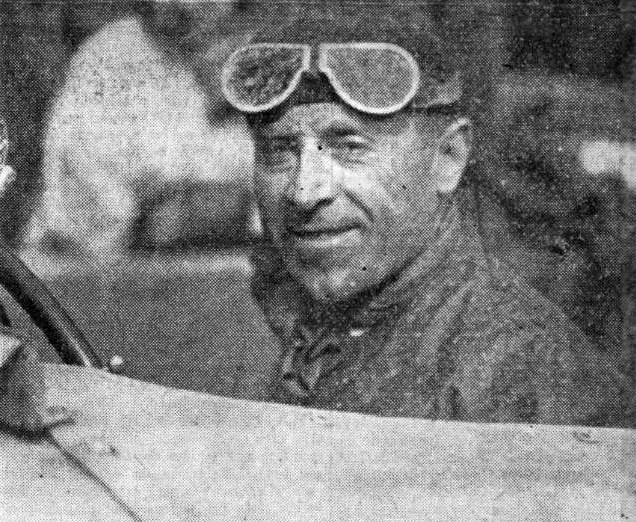
Marcel Lehoux avant le Grand Prix de Deauville 1936.

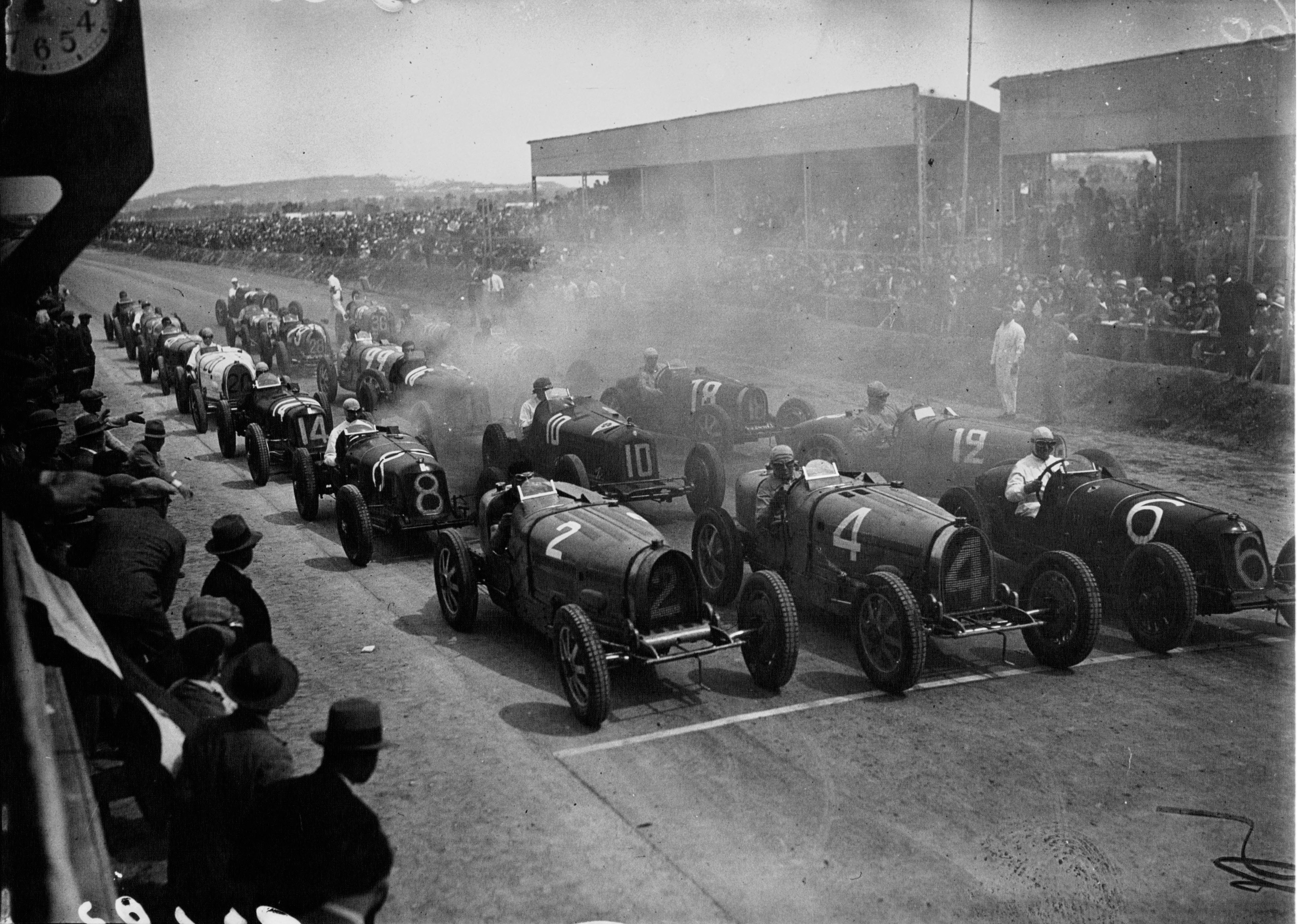
Marcel Lehoux au départ du Grand Prix de Tunis en 1932 (n°8, première ligne à gauche).

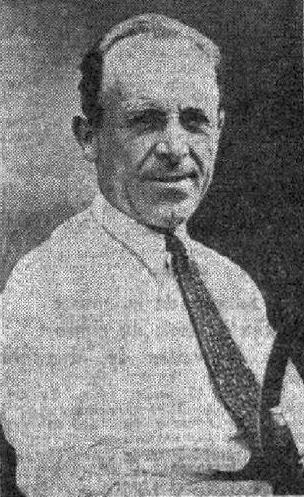
Marcel Lehoux en 1936.

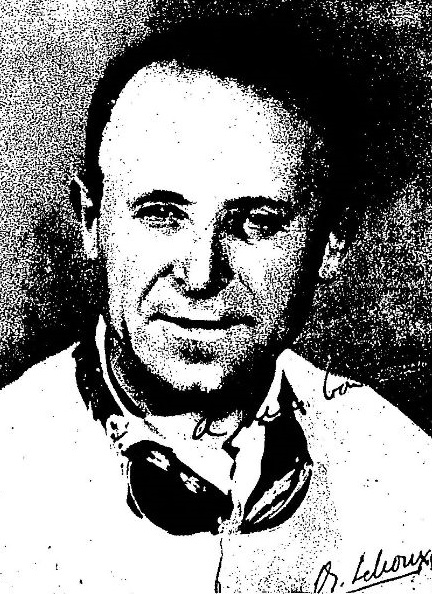
Photo dédicacée de Marcel Lehoux.

Marcel Lehoux, né le 3 avril 1889 à Blois en Loir-et-Cher (et non en Vendée dans le château de Fougères) est un pilote français de course automobile. Il vit à Alger dès sa petite enfance en 1892 et dirige plus tard une entreprise de vente de pièces détachées automobiles, camions et machines agricoles. L’entreprise est aussi un atelier d’usinage et de rectification. Son entreprise est florissante et lui dégage le budget nécessaire à sa passion de pilote automobile. Il meurt en course le 19 juillet 1936 à Deauville (Calvados).

## Biographie
Pilote automobile émérite, il débute en compétition en 1922 à l’âge de 33 ans sur Bugatti Brescia. 
En 1924, il gagne à l’âge de 35 ans, son 1er GP a Anfa (Casablanca) en juin sur Bugatti Brescia.
En 1925, il participe au GP de Provence (Miramas) en Mars sur Bugatti type 22 ab. Il participe également au 3e GP de St Sébastien en septembre, N° 19 sur Bugatti Type 35A 7e.
En 1926 Il participe au GP de Provence (circuit de Miramas) en mars, il réalise un belle 1ère place en classe 3 sur Bugatti type 35 en catégorie 2 litres puis abandonne.
En 1927, il remporte la troisième édition des 12 Heures de Saint-Sébastien (ou GP tourisme de Guipúzcoa) dans la troisième des quatre éditions longues de l'épreuve, sur une Georges Irat avec Maurice Rost
En janvier 1928, il achète une Bugatti type 35C neuve, avec laquelle il gagne les GP d'Algérie a Staoueli (il réalise à cette occasion le record du tour) et de Tunisie (également le record du tour) et se classe troisième au GP de Saint-Sébastien. Il obtient deux victoires + les records du tours et une troisième place sur 3 GP courus !
En avril 1929, il gagne à nouveau le GP d'Algérie à Staoueli.
Une semaine plus tard, au GP de Monaco et toujours avec le même type 35C N° 8, il prend un départ canon et part en tête du GP et se fait doubler par Williams sur Bugatti 35B N°12 à la fin du 1er tour, entre la chicane et le bureau de tabac, puis abandonne (transm). Il prend une belle 3e place au Grand Prix de la Marne à Reims en juillet. 
En Juin 1929, il achète une Bugatti 35B à Molsheim et rentre à Alger par la route en passant par Marseille.
En Avril 1929 il gagne a nouveau avec le type 35c de 1928 le GP d' Algérie a Staoueli + le record du tour ! 
En 1930, il fait équipe avec Étancelin et gagnent les 8 heures de Staoueli (Algérie) et le 2e GP de Dieppe.
En 1931, les deux compères sont a nouveau réunis pour les GP d' Italie et de France qu'ils abandonnent. 
Mais Marcel Lehoux achète un type 51 et enlève le GP de Geneve ainsi que le GP de la Marne a Reims. 
En 1932 toujours avec un type 51, il gagne le GP de Pau (sous la neige), le GP de Dieppe et le GP d' Italie a Monza.
En 1933, il décroche sont ultime victoire au GP d' Italie a Monza a l'âge de 44 ans.
Marcel Lehoux pilote durant sa carrière des voitures de course des marques Bugatti, puis Alfa Romeo en 1934 (volant officiel) et Maserati en 1936 (pilote privé).
Il se tue à l'âge de 47 ans sur ERA, lors du Grand Prix automobile de Deauville en 1936 à la suite d'une manœuvre douteuse de Giuseppe Farina, considéré comme un pilote dangereux.

## Grand Prix
| Année | Grand Prix             | Localisation | Voiture         |
| ----- | ---------------------- | ------------ | --------------- |
| 1924  | Grand Prix du Maroc    | Anfa         | Bugatti         |
| 1928  | Grand Prix d'Algérie   | Staouéli     | Bugatti Type 35 |
| 1928  | Grand Prix de Tunisie  | Carthage     | Bugatti Type 35 |
| 1929  | Grand Prix d'Algérie   | Staouéli     | Bugatti Type 35 |
| 1930  | Grand Prix de Dieppe   | Dieppe       | Bugatti Type 35 |
| 1931  | Grand Prix de Genève   | Genève       | Bugatti Type 51 |
| 1931  | Grand Prix de la Marne | Reims        | Bugatti Type 51 |
| 1932  | Grand Prix du Maroc    | Casablanca   | Bugatti Type 54 |
| 1933  | Grand Prix de Pau      | Pau          | Bugatti Type 51 |
| 1933  | Grand Prix de Dieppe   | Dieppe       | Bugatti Type 51 |
| 1933  | Grand Prix de Monza    | Monza        | Bugatti Type 51 |

Marcel Lehoux prend le départ du 1er GP de Monaco 1929 sur Bugatti 35 C. Lehoux est aussi deuxième du GP du Maroc en 1930, derrière Benitah, et du GP de Dieppe en 1934 derrière Étancelin)
En 13 saisons de courses automobile, c’est 100 GP courus, 58 fois classé, 13 victoires en GP et 14 victoires en course de cote, 10 2e place, 13 3e place, 6 4e place, 3 5e place et 4 6e place ! Pourtant Marcel Lehoux fait partie des pilotes que l’on considérait à tort, comme un pilote de second plan (pilote privé), donc très peu médiatisé. Pourtant il possède un rapport Grand Prix courus/classement très rare, que plusieurs pilotes plus connus ont dû lui envier. Il faisait d’ailleurs jeu égal avec des pilotes comme Etancelin, Dreyfus, Varzi, Fagioli, Benoist, caracciola…

## Courses de côte
- Course de côte de Chéragas 1924 (Bugatti T22)
- Course de côte de Tiaret 1926 (Bugatti35A)
- Course de côte de Médéa (Alger) 1927 (Bugatti 35C) Victoire
- Course de côte de Constantine (Algérie) 1927 (Bugatti Type 35B) Victoire et 1930 (Bugatti Type 35B) Victoire
- Course de côte d'Alger 1928 (Bugatti Type 35B) Victoire
- Course de côte Col de Peyresourde-Bagnères-de-Luchon (Saint-Gaudens) 1928 (Bugatti Type 35C) Victoire, 1929 (Bugatti 35C ou 35B ? et 1930 (Bugatti Type 35C) Victoire
- Course de côte de Harfleur (Le Havre) 1930 (Bugatti Type 35B) Victoire
- Course de côte du Val de Cuech (Salon-de-Provence) 1933 (Bugatti Type 51) Victoire
- Course de côte de  Bellevue (Moulins, près d'Avignon) 1933 (Bugatti Type 51) Victoire
- Course de côte des Alpilles (près d'Avignon) 1933 (Bugatti Type 51) Victoire
- Course de côte d'Eymoutiers (Limoges) 1935 (Maserati)[7].

## Divers
- Journées des marches à Alger 1927
- Course de Constantine 1927
- Kilomètre lancé de Bône 1927
- Course handicap des 8 Heures de Staouéli 1930 (associé à Philippe Étancelin, sur Bugatti)[8]

## Anecdotes
- Il est désigné comme le petit homme au cœur de lion, il est d’ailleurs très respecté pour le courage et Le fair-play qu’il dégage dans le monde de la course automobile.
- Marcel Lehoux prend toujours des départs canons et mène ses courses à fond au risque permanent de casser le pont, la transmission et ou la boite de vitesses. Il est comme son ami Philippe Etancelin, des pilotes privés qui tiennent à tout prix à gagner sur les pilotes et les voitures d'usine.
- Le 17 juillet 1927 à la Coppa Florio de St Brieux, il est le plus rapide et en tête de la course dès le 5e tour. Alors qu’il a 33 minutes d’avance, il arrête sa Bugatti quelques mètres avant la ligne d’arrivée et va s’assoir vers les stands au bord de la route. La course est mineure et paradoxalement, il se rend compte qu’il ne peut prendre la coupe par manque de régularité. Son seul intérêt est la vitesse pure plutôt que la régularité. Un moment plus tard, il reprend sa voiture pour franchir la ligne d’arrivée pour finir 4e en catégorie 2l et 8e au général. Laissant la victoire à Robert Laly sur Aries 3l.
- Monsieur Charles Faroux écrit dans L’Auto en 1930 à la suite de l’arrivée de Philippe Etancelin à Alger, c’est un volontaire, un tenace et un courageux. Il est doué par surcroît d’une grande résistance physique qui le soutien dans l’effort. J’ai toujours tenu Etancelin en haute estime, pas seulement en raison de sa valeur, mais aussi parce qu’il fait preuve toujours d’une rare sportivité et d’un beau caractère. Ce sont les deux qualités que Marcel Lehoux possède au même degré et qui font qu’a notre admiration pour la qualité professionnelle des deux hommes se joint une réelle estime pour leur caractère. Savoir perdre avec le sourire et sans témoigner de mauvaise humeur, c’est une preuve de bonne éducation et c’est aussi preuve de confiance en soi comme de valeur.
- Marcel Lehoux est aussi l'un des rares amis et protecteurs de Hellé Nice et l'a fait courir sur Alfa Tipo B P3 au GP de Vichy 1934 et permet l’éclosion de son protégé, le jeune Guillaume Laurent dit « Guy Moll ». Il lui prête une 35C pour les GP d’Oran et de Casablanca 1932. Après 27 GP sur 3 saisons, Guy Moll se tue à la Coppa Acerbo à Pescara en 1934 à l’âge de 24 ans. Il est l’un des rarissimes pilotes les plus doués naturellement de tous les temps.